# Angelika Rainer (Kletterin)

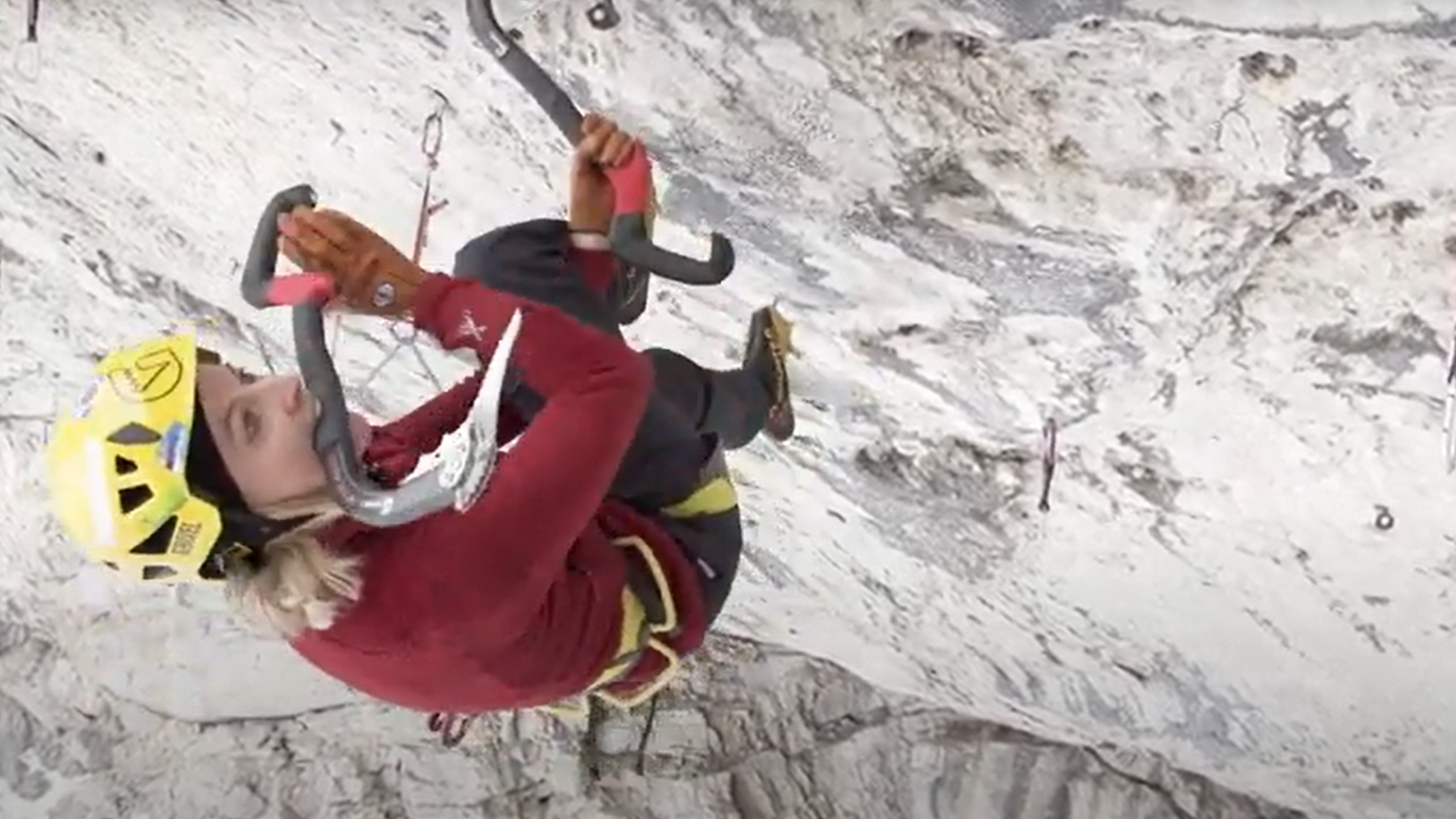
Angelika Rainer in der Marmolada

Angelika Rainer (* 18. Oktober 1986 in Meran) ist eine italienische Kletterin und Eiskletterin. Sie ist dreifache Weltmeisterin, zweifache Vizeweltmeisterin und zweifache Gesamtweltcupsiegerin im Eisklettern. Ihr persönlicher Rekord im Sportklettern ist mit der Route Esclatamasters eine 9a, eine der höchsten derzeit zu erreichenden Schwierigkeiten beim Klettern.

## Leben
Angelika Rainer wuchs in Südtirol auf und unternahm als Kind gemeinsam mit ihrer Mutter Wanderungen in den heimischen Bergen, bei der sie früh die Bergwelt faszinierte. Mit zehn Jahren beging sie erstmals einen Klettersteig, von da an hatte sie einen starken Wunsch zu klettern. Als zwei Jahre später in Meran eine Kletterhalle eröffnet wurde, gab ihr dies die Möglichkeit regelmäßig zu klettern und konnte schnell ihre Fähigkeiten im Klettern ausbauen. Ab ihrem zwölften Lebensjahr kletterte sie regelmäßig in dieser Kletterhalle. Mit 18 Jahren nahm sie am Drytooling Italien Cup in Bozen teil, ohne vorher das Drytooling (Klettern mit Eispickel und Steigeisen auf Fels) ausprobiert zu haben und gewann den ersten Platz.
Rainer schloss ihr Studium der Agrarwissenschaften 2008 mit dem Bachelor ab und arbeitete einige Jahre im Landwirtschaftlichen Versuchszentrum Laimburg. Sie erzielte mehrere Siege in Eiskletter-Weltcups und wandte sich Mitte ihrer dreißiger Jahre wieder verstärkt dem Sportklettern zu, worin sie ebenfalls Erfolge und Bestleistungen erreichte.
Gemeinsam mit ihrem Partner bewirtschaftet sie ein Stück Land.

## Alpinistische Karriere
Bereits als Jugendliche nahm sie an regionalen, nationalen und internationalen Sportkletter-Wettkämpfen teil. 2007 gewann sie, nachdem sie bereits mehrfach die Goldmedaille bei den italienischen Jugendmeisterschaften errungen hatte, den Meistertitel in Klettern. Zwei Jahre später gelang es Rainer Gold beim Eiskletterweltcup in Saas Fee (Schweiz) zu gewinnen. 2011 wiederholte sie diesen Erfolg, indem sie in Busteni (Rumänien) nochmals Gold im Eisklettern gewann. Anfang 2013 eroberte sie den dritten Weltmeistertitel in Folge. Bei den Weltmeisterschaften 2015 in Rabenstein im Passeiertal wurde sie Zweite und gewann zum zweiten Mal die Gesamtwertung des Weltcups.
Rainer widmete sich die ersten 10 Jahre ihrer sportlichen Karriere Wettkämpfen im Sportklettern und in den zehn Jahren danach Wettkämpfen im Eisklettern. Danach hat sie immer mehr das Klettern im Freien angezogen, zuerst (eher kurze) Sportkletterrouten, danach vermehrt Mehrseillängenrouten. In all diesen unterschiedlichen Spielarten des Kletterns, hat Rainer immer versucht, ihr Niveau zu verbessern. Da sie sowohl im Fels- als auch im Eisklettern hohe Schwierigkeiten meistern konnte, war sie häufig im Mixed Touren unterwegs, bei denen sich Fels und Eispartien abwechseln. Rainer gelang es bereits Mixed Routen im Grad M13+ zu klettern, als die schwierigste bis dahin frei gekletterte Route M14 war. Ähnliches bei Eiskletterrouten; sie machte bereits D14-Routen als die erste D15 Routen durchstiegen wurden. Rainer war damit immer nah an den höchsten Schwierigkeiten.

### Eisklettern

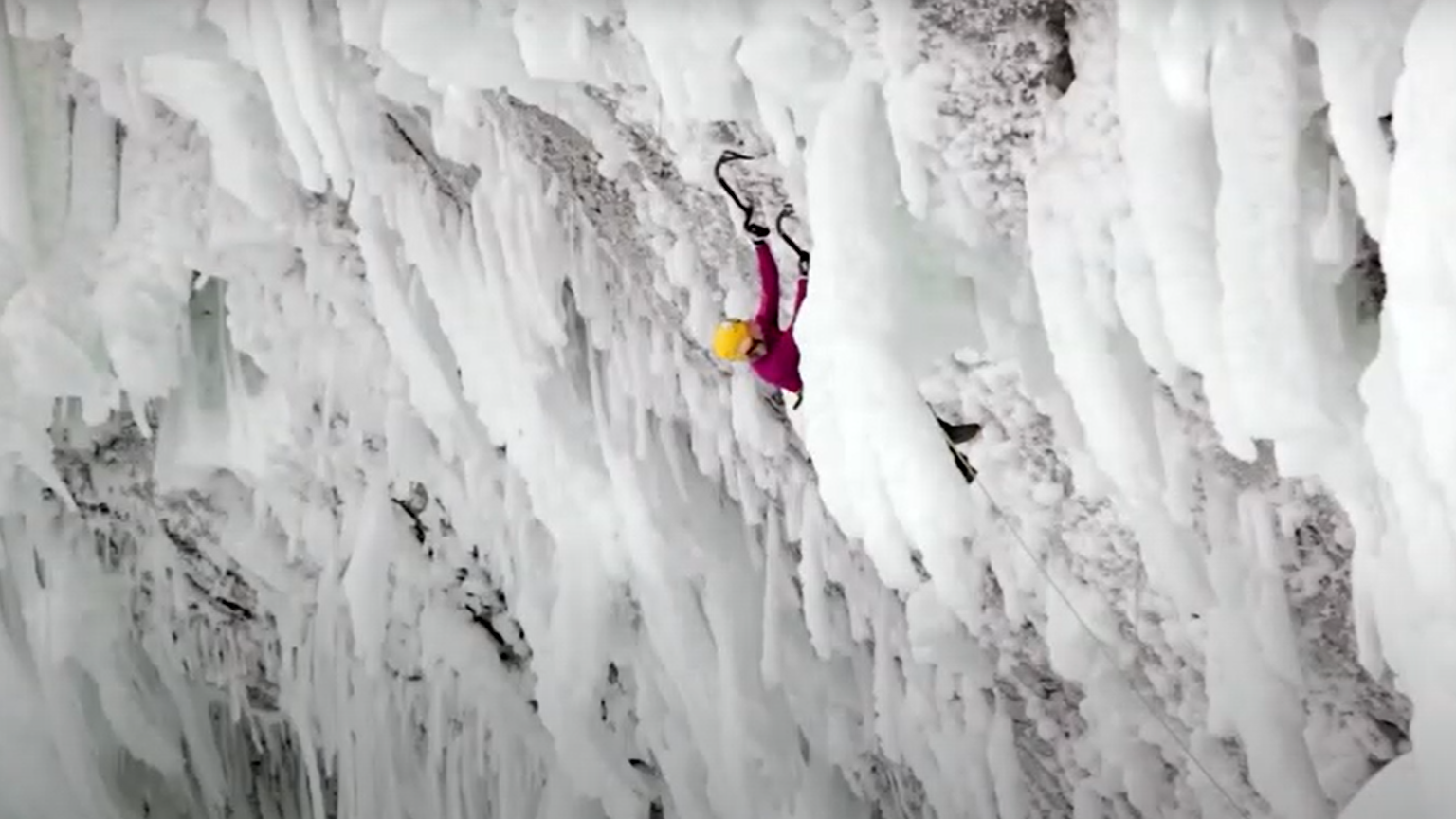
Angelika Rainer klettert „Clash of Titans“ (Grad WI10+), Helmcken Falls, Canada

Der Sieg beim Eiskletterweltcup in Saas-Fee in der Schweiz im Jahr 2009 markierte den Durchbruch ihrer internationalen Karriere im Eisklettern. 2012 und 2015 gewann sie jeweils die Gesamtwertung des Weltcups. Neben den Wettkampferfolgen gelangen Rainer außerdem weltweit mehrere Wiederholungen der schwierigsten Eis-, Mixed- und Drytooling Routen. Als erste Frau gelang ihr mit „A line above the Sky“ eine Drytooling Route mit dem bis dato höchsten Schwierigkeitsgrad D15.
Weltcupsiege im Eisklettern: 
- 2015: Vizeweltmeistertitel im Eisklettern, Rabenstein (Italien)
- 2015: Sieg Gesamtwertung Weltcup im Eisklettern
- 2013: Weltmeistertitel in Cheongsong (Südkorea)
- 2012: Sieg Gesamtwertung Weltcup im Eisklettern
- 2011: Weltmeistertitel im Eisklettern in Bușteni (Rumänien)
- 2009: Weltmeistertitel im Eisklettern in Saas-Fee (Schweiz)[9]

### Felsklettern (Alpin)
Bei alpinen Felskletterrouten erzielte Rainer ebenfalls Rekorde. So schaffte sie als erste Frau eine Rotpunktbegehung der Mehrseillängenroute „via Italia 61“ (Schwierigkeitsgrad 8a) am Piz Ciavazes in der Sellagruppe in den Dolomiten. Die mit 8a bewertete Route ist 230 m lang und zählt zu den größten Technoklassikern der Alpen.

### Felsklettern (Sport)
Beim Felsklettern gelang ihr im Januar 2023 ihre erste Begehung einer Route im Schwierigkeitsgrad 8c+ (Solitary Souls in Arco). Im März 2023 kletterte sie mit Esclatamasters in Spanien ihre erste Route im Schwierigkeitsgrad 9a. Nachdem sie die einzelnen Züge der Route im Herbst 2022 erstmals ausgetestet hatte, gelang ihr im März 2023 nach drei Wochen der Durchstieg. Sie ist damit die sechste Frau, die diese Route Rotpunkt kletterte.

## Begehungen (Auswahl)
2003
- Sogni di un viaggio, Fondo, 7c (rp)

2004
- Fessura Porta, Masssone 7a/b (flash)
- Il cattivo ist überall, Massone, 7c (rp)

2005
- Supergrimp, Schiavaneis, 8a (rp)
- Toys, Covolo, 7c (rp)
- Bonsai, Fennberg, 7c (rp)

2006
- Polentin, Pian Schiavaneis, 8a (rp)

2007
Sportklettern
- Il buono ed il cattivo, Pian Schiavaneis, 8a+ (rp)
- Fanatik, Fennberg, 8a (rp)
- Daniboy, Kalymnos, 8a (rp)
- Incantesimo, Covolo, 8a (5th try)
- Kalymnos, 8a (5th try)
- Hydra, Terra Promessa, 8a (rp)

Drytooling
- Marlene, Campitello di Fassa, D9 (rp)
- Attraverso Pian, Campitello di Fassa, D8 (rp)

2008
Sportklettern
- Bauer, Massone, 8a (rp)
- Angelika, Kalymnos, 8a (rp)
- Carte blanche, Ceuse, 8a (rp)
- L' ami couette, Ceuse, 8a (rp)

Alpinklettern
- Via Italia 61, 8a, 250m, Piz Ciavaces, Sella

Drytooling
- Iseo, D8 (flash), D8 (flash), D9 (flash)
- Ambria, Bergamo D8 (rp), D9 (rp), D9 (rp), D10 (rp)

2009
Sportklettern
- Fuego, Massone, 8a+/b, (rp)
- Replay, Cornalba, 8a (2nd try)
- Spigolo magico variante, Rio Gere, 8a (2nd try)

Drytooling
- Squiriting woman, Quail – Iseo, D12 (rp)
- Dry Girl, Quail – Iseo, D11 (rp)
- Lo Zoo, Sallanches, D9 (flash)
- Totenhänsel, Ueschinen, Kandersteg, D9 (flash)

2010
Sportklettern
- Outsider, Cornalba, 8a+/b (rp)
- Snowglobe, Fern Hill – Squamish, 5.12d (flash)
- Kenny vs. Spenny, Fern Hill – Squamish, 5.12a (flash)
- It's not about you, Fern Hill – Squamish, 5.12a/b (flash)

Alpinklettern
- Elisir d’incastro, Valle dell’Orco, 6b+, 1 pitch
- Avventuriero, Valle dell’Orco, 6c+, 1 pitch
- Rebuffat, Aiguille du Midi, 6a, 200m
- The Ultimate Everything, the Apron-Squamish, 5.11c, 10 pitches
- Coogee Crack, the Bulledheads-Squamish, 5.10c, 1 pitch
- Rock On, the Apron-Squamish, 5.10a, 6 pitches
- Karen's Math, the Apron-Squamish, 5.10a, 1 pitch

Drytooling
- Zebra, Lo Zoo, Sallanches, D10, (2nd try)
- Rambo, Algund, D10, (2nd try)
- Fusion, Algund, D10, (2nd try)
- Ergo, Algund, D10, (2nd try)

2011
Sportklettern
- Roofopoulos, Kalymnos/Telendos, 8a+ (3rd try)
- Pinza time, Rodellar, 8a (flash)

Drytooling
- La legge di Newton, Grotta del Lupo, D10+ (flash)
- Traverso, Ferrara di Monte Baldo, D10 (os)

2012
Sportklettern
- Non mollare, Pian Schiavaneis, 8b+ (rp)

Drytooling
- Il volo dell’angelo, Grotta dei sogni, D13- r(p) first ascent
- M come Mostro, Maddalena, D13- (rp)

2013
Sportklettern
- Las gallinas que entran por las que salen, Kalymnos, 8a (rp)

Drytooling und Mixed
- Steel Koan, Cineplex Cave Kanada, M13+ (rp)
- Kamasutra, Quai, D13+ (rp) first ascent

2014
Sportklettern
- Magnolia original extension, Fontanei, 8a+, first ascent
- Samsara, Misja Pec, 8a (2nd try)

Eisklettern
- Clash of the titans, Helmcken Falls, WI10+

2015
- Il panettiere, Valle dei mulini, 8b (rp)
- Grande Grimpe, Onore, 8a (rp)
- Gravity, Onore, 7c+ (os)

2016
Sportklettern
- Apache, Cornalba, 8a (rp)
- Punto Caramelo, Grande Grotta-Kalymnos, 8a (rp)
- Slavascion, Nibbio-Lecco, 8a (rp)
- Princess Marine, Secret Garden-Kalymnos, 7c+ (os)

Drytooling und Mixed Touren
- Low G Man, Iseo, Italy D14 (rp)
- The Mustang, Vail Amphitheatre, Colorado M14- (rp)
- Next level, Usine, France D13 (flash)
- Edge of Tomorrow, Tomorrows World, D13 (rp)

2017
Sportklettern
- Silence of the Abyss, Secret Garden-Kalymnos, 8a+ (3rd try)
- Invidia, Spiaggia dell'Aeronauta-Sperlonga 8a (os)
- Lord Fenner, Padaro-Arco, 8a (flash)
- Canne power, Nasolino-Bergamo 8a (flash)
- Gunthar, Fontanei, 8a (rp) first ascent

Drytooling
- A Line Above The Sky, Tomorrows World, D15 (rp) erste weibliche Begehung
- French connection, Tomorrows World D15- (rp)
- Je ne sais quoi, Tomorrows World, D14+ (rp)
- Oblivion, Tomorrows World, D14 (rp)

2018
- Cinque Uve, Narango, 8c (rp)
- Newton, Portiera, 8b (rp)
- Chandragon, Ottava Meraviglia, 8b (rp)
- Anelkysi, Twin Caves-Leonidio, 8a+ (2nd try)
- Eragon, Padaro, 8a/+ (flash)

2019
Sportklettern
- Riflessi, Pizarra, 8c (rp)
- Nadir, Odyssee, 8b+ (rp)
- Txabetatarrak, Araotz Mugarri, 8b (2nd try)
- Treinta anos de locura, La Hermenida Cicera, 8b (2nd try)
- Galileo, Portiera, 8b (4th try)

Drytooling
- Ironman, Eptingen, D14+ (rp)

2020
- Terra Piatta, Pizarra, 8b+ (rp)
- Riflessi di Rosso, Pizarra, 8b+ (rp)
- Set me free, Volta di No, 8b+ (rp)

2021
- Svolta di no, Volta di no, 8b+ (rp)
- Panem et circenses, Pizarra, 8b (3rd try)
- Sono indifferente, Padaro, 8b (4th try)

2023
- Esclatamasters, Spanien, 9a (rp)
- Solitary souls, Piazzole, 8c+ (rp)[14]